# SuperMarket
SuperMarket foi um game show brasileiro exibido originalmente pela Band e, posteriormente, pela RecordTV entre 1993 e 2001. A atração se tratava de uma competição que se passava num supermercado, aonde os participantes respondiam a perguntas sobre as mercadorias vendidas no local para concorrer aos prêmios em dinheiro oferecidos pelo programa. Era uma versão do americano Supermarket Sweep.

## Formato
A atração foi comandada, tanto na Band e na Record, por Ricardo Corte Real, sendo que entre 1994 e 1996 teve apresentação também de Adriana Lessa.
Em sua primeira fase, pela Band, SuperMarket estreou em 30 de agosto de 1993 e foi ao ar até o dia 8 de junho de 1998.

## Retorno ao ar
A atração retornou ao ar na Record em 18 de setembro de 2000, dentro do vespertino Note e Anote, e ficou no ar até janeiro de 2001.